# 馬烏萊湖

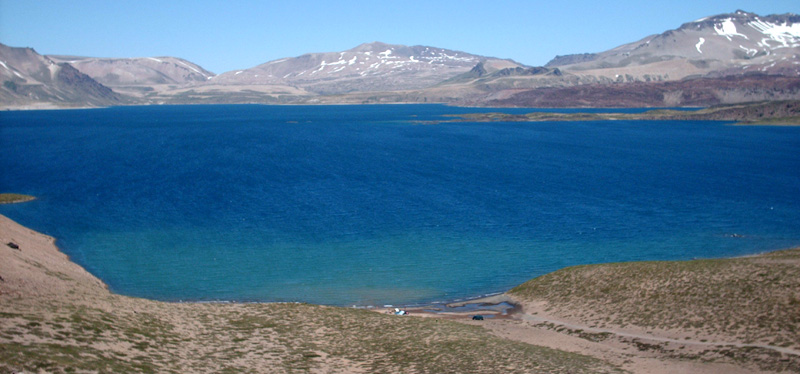

36°04′S 70°30′W / 36.067°S 70.500°W
馬烏萊湖（西班牙語：Laguna del Maule）是智利的湖泊，位於該國中部馬烏萊大區，處於塔爾卡以南250公里的安第斯山脈地區，面積68平方公里，湖水經馬烏萊河流出。